# Die Another Day (canción)
«Die Another Day» es una canción interpretada por la cantante y compositora estadounidense Madonna, tema principal de la vigésima película de James Bond, Die Another Day (2002); incluida en su banda sonora.

## Antecedentes y desarrollo

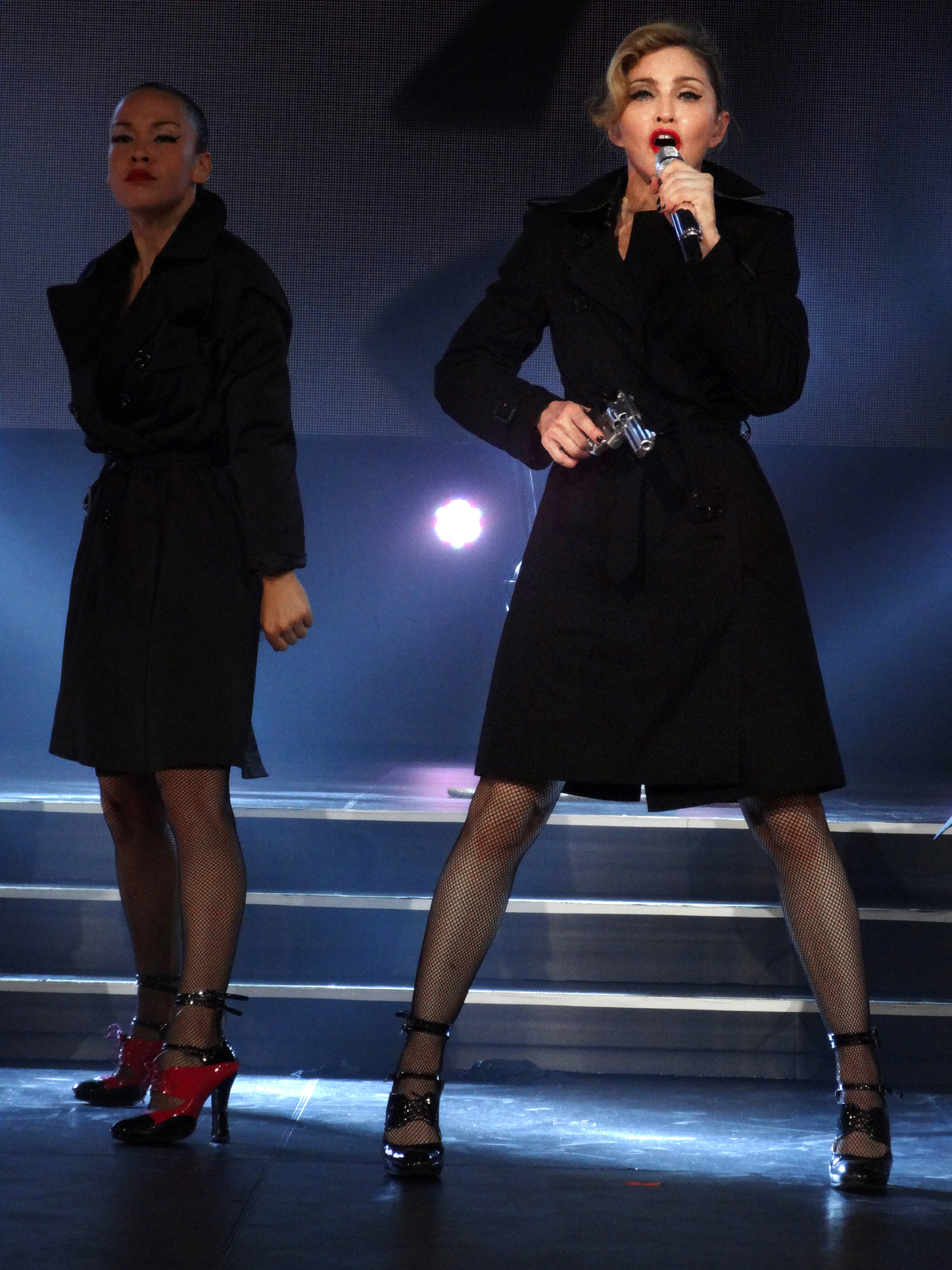
Además de interpretar el tema principal, Madonna realizó un cameo en la película. En la imagen, la cantante realizando un popurrí entre «Die Another Day» y «Beautiful Killer» el 26 de julio de 2012 en París durante su The MDNA Tour.

Después de los atentados del 11 de septiembre de 2001, Madonna se encontraba en un análisis introspectivo, el cual aprovechó para comenzar a escribir canciones junto al productor Mirwais Ahmadzaï, para lo que sería su noveno álbum de estudio, American Life. Las sesiones comenzaron a finales de ese año, pero quedó en pausa tras el estreno de la película Swept Away, y la obra de teatro Up for Grabs, ambas protagonizadas por la cantante. Mientras tanto Metro-Goldwyn-Mayer (MGM) se encontraba filmando la vigésima película de James Bond Die Another Day (2002), dirigida por Lee Tamahori. El anterior filme de la saga, The World Is Not Enough (1999), consagró un éxito en taquilla al recaudar $362 millones en todo el mundo; no obstante el tema homónimo interpretado por el grupo Garbage, no consiguió notoriedad en los Estados Unidos. El encargado de música en MGM se ocupó de buscar una artista de gran talla para escribir e interpretar el tema principal de Die Another Day. Madonna fue su primera elección, tomando en cuenta el éxito que recibió en el mercado estadounidense con «Beautiful Stranger» (1999) de la banda sonora de la película Austin Powers: The Spy Who Shagged Me (1999), además de un Premio Grammy a la mejor canción escrita para una película, televisión u otro medio visual en el 2000. Anita Camrata, vicepresidenta ejecutiva de MGM Music, explicó que: «Con cualquier otro artista, tienes una oportunidad. Pero con Madonna; ella tiene una trayectoria extraordinaria. Ha escrito canciones siempre perfectas para películas antes». A mediados de febrero de 2002 fuentes en el set de grabación revelaron que se estaba negociando con Madonna para cantar el tema y además hacer un cameo en la película. El contrato fue confirmado en marzo, habiéndose negociado alrededor de un millón de dólares, incluyendo una tasa para Madonna por la canción y actuación, por promoción, el lanzamiento del sencillo y el vídeo musical.
Por otro lado, obtuvo una nominación a peor canción original en los premios Razzie de 2002, aunque la ganó «I'm Not a Girl, Not Yet a Woman» de Britney Spears.

## Composición
| «Mirwais trajo a Michel para mí. "Die Another Day" es tan cinematográfica. Me pongo tan emocionada cuando trabajo con una orquesta en vivo. Esos violines en la canción son escalofriantes y por eso, es una de mis canciones favoritas». —Madonna sobre la canción. |

La intérprete comenzó a trabajar en la canción después de que fuese anunciada, con el compositor francés Michel Colombier como conductor de cuerda. Colombier había trabajado previamente con Madonna y Ahmadzaï en el sencillo «Don't Tell Me», perteneciente a su octavo álbum Music, de 2000. Madonna y Ahmadzaï hicieron a un lado su trabajo para American Life, y se centraron en la canción para el filme. Posteriormente, enviaron el demo a MGM Music, al cual describieron como una «cosa techno; una pieza electrónica reescrita para encajar en la película y el título». Según Colombier, el estudio respondió bien al demo, pero querían que la cambiaran de algún modo para que se asemejase a la música tradicional de James Bond.
De acuerdo al productor ejecutivo de la cinta, Michael G. Wilson; la pista pasó por varias interpolaciones. La publicista de Madonna, Liz Rosenberg, confirmó inicialmente que quizá el nombre de la canción no sería el mismo que el del filme, no obstante Wilson explicó que la intérprete «vio la parte [de la película] que íbamos a usar para adaptar el tema, [y] cambió el título a "Die Another Day"». El director Lee Tamahori se ocupó del demo, ya que no le parecía «expresivo» y había terminaciones abruptas. Sin embargo, estuvo satisfecho cuando Madonna reescribió el coro para que fuese más adecuado para la película.

«...Estuve dudando durante un tiempo, precisamente por ese motivo: Todo el mundo quiere hacer el tema de las películas de James Bond, y nunca me ha gustado hacer lo que a otros les gusta hacer. Es solo algo perverso en mí, ¿cierto? Así que, lo pensé y me dije: "¿sabes qué? James Bond necesita algo techno"».
Madonna

Utilizada en la secuencia de apertura, «Die Another Day» es interpretada durante trece minutos en la película, donde Bond está encarcelado y siendo torturado en un campo de prisioneros en Corea del Norte. Al ser una desviación de las secuencias de apertura tradicionales de las películas anteriores, Madonna se enfrentó con dificultades para hacer la combinación de la canción con el tema de Die Another Day. Sin embargo, entendió la idea detrás de las escenas de apertura y por consecuencia ajustó la canción. Algunas de las letras como I'm gonna destroy my ego, Sigmund Freud y Analyze this —«Voy a destruir mi ego» / «Sigmund Freud» / «Analiza esto»— son la interpretación de Madonna sobre el argumento de la película. Ella mencionó a la revista Genre que la letra era sobre «la destrucción de tu ego, es la yuxtaposición de la metáfora, ya sabes, la lucha contra el bien y el mal, que se establece dentro de todo el universo de Bond».

## Grabación
Una vez que la estructura de la canción fue terminada, MGM mandó a Colombier —quien se encontraba en Los Ángeles— una versión editada de la secuencia inicial de la película con «Die Another Day», mientras que a Ahmadzaï le enviaron una versión más larga. Colombier tenía que hacer que el tema pudiera tener similitud con la música cinematográfica; por tanto, añadió algunas letras y luego fue a Londres para conducir a un conjunto de 60 instrumentistas de cuerda en AIR Lyndhurst Studios. Ahmadzaï, quien se encontraba mezclando y grabando las otras pistas para American Life, explicó que el proceso «era a menudo laborioso pero con esa filosofía "menos es más" que se refleja en los dispersos arreglos de la música». Si bien quería una producción minimalista, al mismo tiempo deseaba que sonara «futurista».
Después de realizar las secciones de orquesta, Ahmadzaï regresó a su casa en París y rehízo los arreglos. El ingeniero de cuerda, Geoff Foster, mencionó que Madonna quería algo «grande y latón» que Ahmadzaï le negó, ya que ya había hecho eso con su sencillo, «Frozen» (1998). Colombier explicó que la versión final no era la forma en la que él la había estructurado la canción, sino que se usaron las ideas y la mezcla de Ahmadzaï. Además se refirió a este como «un maestro de la manipulación. Sesenta cuerdas reales, en vivo, se convirtieron en archivos de audio en su computadora. Pueden ser cortados como piezas de tela. Él es increíblemente brillante con eso». Madonna asistió a las sesiones de grabación en los Olympic Studios en Londres. Había una sección de tango en la canción compuesta por Colombier, que funcionó perfectamente durante los ensayos. No obstante cuando se encontraban grabando, no resultó como se esperaba, lo que llevó a Madonna a insinuar que «no es lo suficientemente sexy, ¡piensen en sexo!».
«Die Another Day» es una pista electroclash que comienza con una secuencia de cuerdas que continúa durante once segundos, cuando Madonna comienza a cantar las líneas iniciales: I'm gonna keep this secret / I'm gonna close my body now —«Voy a mantener este secreto / Voy a cerrar mi cuerpo ahora»—.

## Presentaciones en vivo

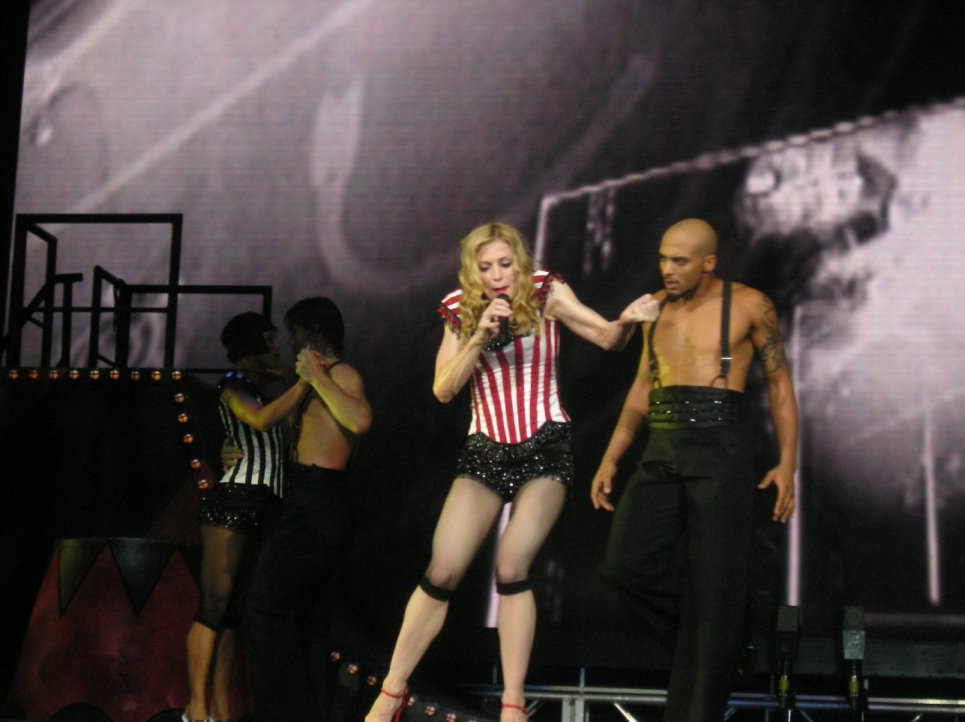
Madonna interpretando «Die Another Day» durante la gira Re-Invention World Tour (2004).

- Re-Invention World Tour (2004): Baila tango con los bailarines hasta que es atada a una silla eléctrica, al igual que en el vídeo de la canción. En un momento, Madonna se deja caer a los brazos de varios bailarines mientras estos la cargan en alto y la llevan al centro del escenario para luego ser montada a la silla eléctrica. Esta actuación quedó registrada en el álbum en directo del documental I'm Going to Tell You a Secret, publicado en junio de 2006.

- Sticky & Sweet Tour (2008): En la gira, es el primer vídeo intermedio del concierto en el que se muestran imágenes de la cantante encarnando a «M-Dolla», vestida de boxeadora, cuyas imágenes se utilizaron para el tourbook de la gira, mientras que en el escenario dos bailarines mezclan el box con el baile arriba de un ring de boxeo.

- The MDNA Tour (2012): Durante la presentación de la gira en el Olympia de París, la cantante realizó un Mash-Up de la canción junto a "Beautiful Killer" de su álbum "MDNA". La presentación inicia con el intro de "Die Another Day" y conforme avanzaba la canción tomaba el sonido de "Beautiful Killer", mientras realizaba una coreografía similar a la de la presentación de "Revolver" (Que no fue interpretada en esa ocasión). La presentación termina cuando la cantante le dispara a uno de sus bailarines.

## Vídeos musicales

### Versión 2002
El vídeo musical fue dirigido por Traktor, un grupo de directores suecos, y filmado entre los días 22 y 27 de agosto de 2002 en Hollywood, California. El vídeo continúa con la tendencia de violencia que también caracterizó el vídeo de "What It Feels Like for a Girl". Este muestra a Madonna siendo golpeada y torturada, sus manos atadas detrás de su espalda, su cabeza es sumergida en el agua, ahorcada y obligada a sentarse en una silla eléctrica, todo mientras aparece sangre en su ropa de deporte, heridas, su labio partido y otros signos del extremo abuso físico que recibe, una recreación de la escena inicial de la película homónima. Del mismo modo, en su inconsciente, dos versiones de sí misma, una vestida de negro (simbolizando la maldad) lucha con otra vestida de blanco (simbolizando lo bueno), esta escena es similar a la escena de la película en la que James Bond y Gustav Graves tienen una lucha en la escuela de esgrima. Las referencias a las anteriores películas de James Bond son constantes en todo el vídeo: la escena en la que las dos versiones de Madonna luchan tiene lugar en un museo dedicado a James Bond, en el que aparecen artículos característicos de todas sus películas. Debido la forma en la que se muestra la violencia, MTV lo censuró, pero solo una imagen en la que Madonna sufre una herida en su abdomen. El vídeo finaliza con una escena en la que Madonna desaparece misteriosamente de la silla eléctrica, en ese momento la imagen se 'congela' y a su alrededor aparece el marco clásico de las películas de James Bond. 
En el set de grabación no se tuvieron en cuenta muchos medios de seguridad, lo que provocó que en pocos días se infiltrara en Internet fotografías de la grabación y una versión de la canción de muy mala calidad.
Este vídeo fue estrenado por la propia MTV el 10 de octubre de 2002 y se lo puede encontrar como un extra de la banda sonora de la película 007: Die Another Day y también en la publicación en formato DVD de dicha película.

#### Créditos del vídeo
- Director: Traktor (Mats Lindberg, Pontus Löwenhielm, Ole Sanders)
- Productor: Jim Bouvet
- Director de Fotografía: Harris Savides
- Editor: Rick Russell
- Compañía Productora: Traktor Films

### Versión 2008
En el 2008, Madonna volvió a filmar un segundo videoclip para esta canción, ya que fue la elegida del contrato con Live Nation que estipulaba que en el Sticky & Sweet Tour se tenía que filmar un videoclip para una nueva canción [la cual sería "Get Stupid] y una vieja canción [es decir, "Die Another Day"], es por eso que el vídeo se muestra cuando es el primer cambio de sección pasando por las pantallas, mientras que en el escenario se muestra a 2 bailarines emulando una pelea de box arriba de un ring combinándolo con el baile.
La trama trata sobre la cantante encarnando a la boxeadora de Hard Candy, "M-Dolla", donde se puede apreciar cómo entrena, se prepara y lucha en un ring de boxeo, mostrando que ha sido la campeona por su cinturón. Lo curioso es que se utiliza una nueva remezcla de la canción con extractos de las voces de Scorpion y Shao Khan, clásicos personajes pertenecientes a la famosa saga de videojuegos Mortal Kombat. Asimismo, se puede ver a Madonna sudando de forma sexy, con un nuevo look no antes visto, con pelo rizado y fleco hacia abajo, es considerado una nueva conceptualización de Madonna. Las imágenes fueron utilizadas para el tour book oficial de la gira. Además, una fotografía tomada durante la presentación se convirtió en la portada oficial del DVD de la gira.

### Créditos
- Director: Tom Munro y Nathan Rissman
- Compañía Productora: Live Nation

## Formatos
/Estados Unidos/Reino Unido 2 x 12" Promo Vinilo
- A «Die Another Day» (Dirty Vegas Main Mix) 10:08
- B1 «Die Another Day» (Thee RetroLectro Mix) 6:59
- B2 «Die Another Day» (Deepsky Remix) 7:27
- C «Die Another Day» (Thunderpuss Club Mix) 9:25
- D «Die Another Day» (Thee Die Another Dub) 8:26

Estados Unidos 7" Vinilo
- A «Die Another Day» (versión del radio) 3:27
- B «Die Another Day» (versión del álbum) 4:38

Estados Unidos CD Single
1. «Die Another Day» (versión del radio) 3:27
2. «Die Another Day» (Dirty Vegas Main Mix) 10:08

Estados Unidos Maxi CD
1. «Die Another Day» (versión del radio) 3:27
2. «Die Another Day» (Dirty Vegas Main Mix) 10:08
3. «Die Another Day» (Thee RetroLectro Mix) 6:59
4. «Die Another Day» (Thunderpuss Club Mix) 9:25
5. «Die Another Day» (Deepsky Remix) 7:27
6. «Die Another Day» (Brother Brown's Bond-Age Club) 7:51

Europa CD Single
1. «Die Another Day» (versión del radio) 3:27
2. «Die Another Day» (Thunderpuss Club Mix) 9:25
3. «Die Another Day» (Thee RetroLectro Mix) 6:59

Europa Maxi CD
1. «Die Another Day» (versión del radio) 3:27
2. «Die Another Day» (Dirty Vegas Main Mix) 10:08
3. «Die Another Day» (Thee RetroLectro Mix) 6:59
4. «Die Another Day» (Thunderpuss Club Mix) 9:25
5. «Die Another Day» (Deepsky Remix) 7:27
6. «Die Another Day» (Brother Brown's Bond-Age Club) 7:51

Japón CD Single
1. «Die Another Day» (versión del radio) 3:27
2. «Die Another Day» (Dirty Vegas Main Mix) 10:08
3. «Die Another Day» (Thee RetroLectro Mix) 6:59
4. «Die Another Day» (Thunderpuss Club Mix) 9:25
5. «Die Another Day» (Deepsky Remix) 7:27
6. «Die Another Day» (Brother Brown's Bond-Age Club) 7:51

## Posición en las listas

### Listas de popularidad
| América        |                                              |          |
| País           | Lista                                        | Posición |
| Canadá         | Top 50 Singles                               | 1        |
| Estados Unidos | Billboard Hot 100                            | 8        |
| Estados Unidos | Billboard Singles Sales                      | 1        |
| Estados Unidos | Billboard Hot Dance Club Play                | 1        |
| Estados Unidos | Billboard Hot Dance Music/Maxi Singles Sales | 1        |
| Estados Unidos | Billboard Top 40 Mainstream                  | 4        |
| Estados Unidos | Billboard Top 40 Tracks                      | 8        |
| Estados Unidos | Billboard Rhythmic Top 40                    | 22       |
| Asia           |                                              |          |
| País           | Lista                                        | Posición |
| Japón          | Tokio Hot 100                                | 9        |
| Europa         |                                              |          |
| País           | Lista                                        | Posición |
| Alemania       | Top 100 Singles Chart                        | 4        |
| Austria        | Top 75 Singles                               | 2        |
| Francia        | Top 100 Singles                              | 15       |
| Reino Unido    | UK Top 75 Singles                            | 3        |
| Países Bajos   | Mega Top 100 Singles                         | 5        |
| Italia         | Top 50 Singles                               | 1        |
| Suecia         | Top 60 Singles Chart                         | 4        |
| Suiza          | Top 100 Singles Chart                        | 4        |
| Oceanía        |                                              |          |
| País           | Lista                                        | Posición |
| Nueva Zelanda  | Top 50 Singles Chart                         | 22       |
| Australia      | ARIA Top 50 Singles Chart                    | 5        |